# Henk Westrus
Christiaan Hendrik (Henk) Westrus (Haarlem, 26 mei 1937 – Hilversum, 27 februari 2013) was een Nederlands accordeonist, orkestleider en componist.

## Biografie

### Loopbaan
Westrus debuteerde in 1951 op 14-jarige leeftijd als begeleider van artiest Lou Bandy. In 1954 werd hij Nederlands kampioen op de accordeon. Als beroepsmuzikant speelde hij in diverse nacht- en jazzclubs, als begeleider van onder meer Josephine Baker. In 1959 vertrok hij voor negen jaar naar Scandinavië.
Terug in Nederland werkte hij mee aan een aantal grote producties, zoals de musical Met man en muis van Annie M.G. Schmidt en Harry Bannink. Ook begeleidde hij de One Womanshow van Jasperina de Jong, het populaire televisieprogramma Farce Majeure, de televisieserie 't Schaep met de 5 pooten en de Lopende-Bandshow van Rudi Carrell. Samen met Jack Gadellaa stond hij aan de wieg van Kinderen voor Kinderen.
In mei 2007 werd Henk Westrus benoemd tot Ridder in de Orde van Oranje-Nassau.

### Overlijden
In de nacht van 26 op 27 februari 2013 overleed hij op 75-jarige leeftijd in een ziekenhuis in Hilversum. Hij is in besloten kring gecremeerd.